# 榄绿粗叶木
榄绿粗叶木（学名：Lasianthus japonicus var. lancilimbus）为茜草科粗叶木属下的一个变种。

## 扩展阅读
- 維基物種上的相關：榄绿粗叶木